# 本·赫克特

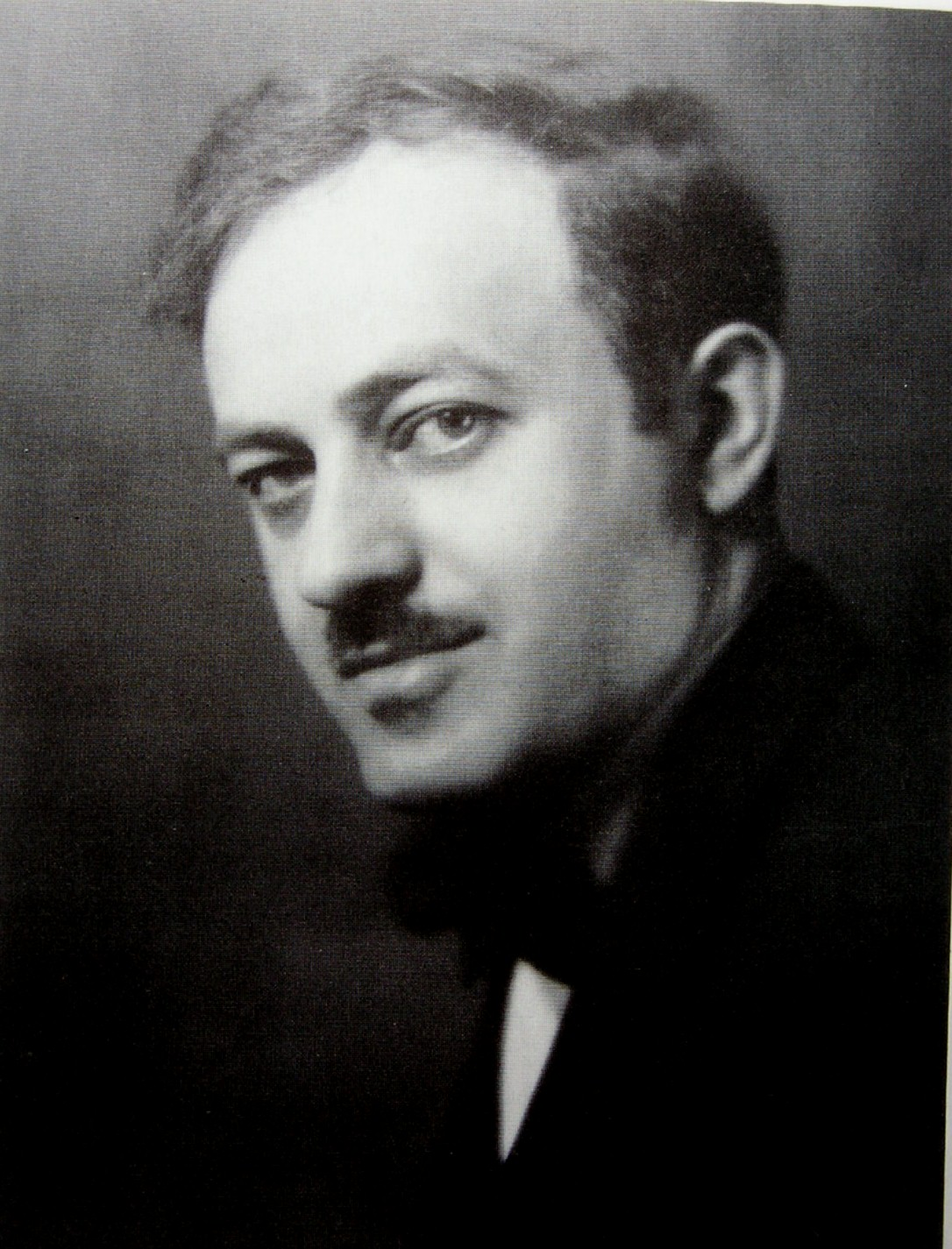
本·赫克特

本·赫克特（Ben Hecht，1894年2月28日—1964年4月18日）美國小說家、劇作家、好萊塢電影編劇。他也是一位猶太復國主義者和人權運動者。著作： 1001 Afternoon in Chicago 是1921年開始連載在芝加哥每日新聞報（The Chicago Daily News)的專欄文章。主要報導每天的社會新聞，情殺案，審判，盜竊，名流緋聞，天氣，旅遊熱點等，使百年前的芝加哥躍然紙上。

## 影視作品
- 《意亂情迷》（Spellbound）
- 《女友禮拜五》（His Girl Friday）